# Ozola despica
Ozola despica är en fjärilsart som beskrevs av Louis Beethoven Prout 1925. Ozola despica ingår i släktet Ozola och familjen mätare. Inga underarter finns listade i Catalogue of Life.